# 高啓愚
高啓愚（1536年—？年），字敏甫，號崐崙，四川重慶府合州銅梁縣人，明朝政治人物。

## 生平
由縣學生中式四川鄉試第四名舉人，會試中式第五名，年三十歲中式嘉靖四十四年（1565年）乙丑科第三甲第一百七十二名進士。刑部观政，改翰林院庶吉士，隆慶元年（1567年）三月授翰林院检讨，万历元年（1573年）五月復除原官，二年二月充经筵讲官，八月升编修，五年六月復除原官，八月升修撰，九月充武举考试官，七年（1579年）四月升右中允兼编修，七月主考应天府乡试，八年（1580年）闰四月清理军职贴黄，九年（1581年）五月升南京国子监祭酒，十一年（1583年）二月改北国子监祭酒，五月迁礼部右侍郎兼翰林院侍读学士，八月充经筵日讲官，九月升左侍郎，日讲、兼官照旧，十二年（1584年）四月以典试命题忤旨革职免归，修铜梁县志。《罪惟录·神宗显皇帝》云：“词臣高启愚主试应天，曾命题‘舜亦以命禹’，遂妄传江陵堂悬舜禹授受图，为启愚所献。而御史丁此吕复追论科场事，谓高启愚以舜禹命题，为居正策禅受，尚书杨巍等与相驳，此吕出外，启愚削籍。”

## 家族
曾祖高振，祖高宗相，父高懋，参政；嫡母王氏（封孺人，累封太淑人）；生母楊氏，累赠恭人。兄啓奎（训导）；啓翰（歲贡生），弟啓心（庠生）；啓仁（监生），子高任之，萬曆四十一年進士。